# Lernaeenicus anchoviellae
Lernaeenicus anchoviellae is een eenoogkreeftjessoort uit de familie van de Pennellidae. De wetenschappelijke naam van de soort is voor het eerst geldig gepubliceerd in 1964 door Sebastian & George.